# 八人町
八人町（はちにんまち）は、富山県富山市の公称町名である。八人町地区センターが所在している。郵便番号は930-0026。

## 地理
富山駅の南側、松川といたち川に挟まれた場所に位置する。

## 歴史
- 1889年（明治22年）4月1日 - 市制施行に伴い富山市に編入。

## 世帯数と人口
2021年（令和3年）9月30日現在の世帯数と人口は以下の通りである。
| 町丁   | 世帯数 | 人口  |
| ------ | ------ | ----- |
| 八人町 | 84世帯 | 162人 |

## 小・中学校の学区
市立小・中学校に通う場合、学区は以下の通りとなる。
| 番地 | 小学校             | 中学校             |
| ---- | ------------------ | ------------------ |
| 全域 | 富山市立芝園小学校 | 富山市立芝園中学校 |

## 交通

### 鉄道
町内に鉄道駅はない。

### 道路
- 国道41号

## 施設
- 八人町地区センター
- 富山市教育センター

## 参考出典
- 平凡社地方資料センター 編『富山県の地名 日本歴史地名大系 第16巻』平凡社、1994年。ISBN 4582910084。